# Мстислав Ростиславич Безокий
Мстислав Ростиславич Безокий (? — 20 квітня 1178) — руський князь з роду Юрійовичів, князь новгородський (1160, 1175—1176, 1177—1178), трипільський (1169) і ростовский (1175—1176), старший син Ростислава Юрійовича і старший внук Юрія Долгорукого.

## Біографія
У 1160 році Андрій Боголюбський відправив Мстислава княжити у Новгород, однак він там пробув недовго та вернувся у Суздальську землю. Наступного року Андрій прогнав Мстислава з Русі разом з Васильком та Всеволодом Юрійовичами та відправив у Візантію. Там Мстислав недовго управляв Аскелонською областю у Палестині.
У 1169 році Мстислав Ростиславич вернувся на Русь та сів в Трипіллі, але Смоленські Ростиславичі які в той час намагались утвердитись у Київському князівстві прогнали його звідти. Мстислав вирушив до Переяслава, до свого дядька Михалка Юрійовича, та той його не прийняв і Мстислав змушений був податись у Чернігів.
Після смерті Андрія Боголюбського у 1174 році ростовські бояри запросили Мстислава Ростиславича до себе на княжіння. Крім Ростова він також отримав Переяславль-Заліський та інші міста. Тим часом брат Мстислава, Ярополк, розбив Юрійовичів, які також претендували на Владимиро-Суздальську землю та сів княжити у Владимирі. Правління Ростиславичів на Суздальщині було вкрай нездарним, вони оточили себе чужинцями з Південної Русі, чим налаштували проти себе місцеве боярство. Особливо відмітився Ярополкк, який обклав Владимир жорсткою даниною, ніби це була не його вотчина, а завойована земля. Розгнівані володимирці послали в Чернігів за Михалком Юрійовичем. У 1175 році він прибув на Суздальщину та вигнав звідти Ростиславичів.
Після раптової смерті Михалка всього через рік після початку князювання у Владимирі сів його брат, Всеволод Юрійович. Мстислав здійснив спробу вернутись  на Суздальщину та був розбитий Всеволодом під Юр'євом і відступив. Після цієї поразки Мстислав змушений був втекти в Новгород, проте місцеве боярство його не прийняло і він вирушив до Рязані до свого союзника, Гліба Ростиславича. У 1177 році Мстиславичі разом з Глібом організували черговий похід на Владимир, проте у битві на Колокші рязансько-половецьке військо союзників Мстислава розбив Всеволод, а Мстислав і Ярополк потрапили в полон. Брати Ростиславичі були осліплені владимирським князем та згодом, за наполяганням владимирців їх відпустили на Русь. Мстислав вирушив до Новгорода, де його радісно прийняло місцеве боярство, проте вже наступного року помер.

## Родина
1-а дружина — невідома на ім'я представниця Смоленських Ростиславичів. Діти від неї:
- Святослав Мстиславич (? — після 1174)
- Василько Мстиславич (1172—?)

2-а дружина — донька новгородського посадника Якуна Мирославича.